# Ахмедов, Бахруз Видади оглы
Бахруз Видади оглы Ахмедов (азерб. Bəhruz Vidadi oğlu Əhmədov; род. 4 июля 1984, Нефтечалинский район) — Военный прокурор Азербайджана (с 2025).

## Биография
Родился 4 июля 1984 года в Нефтечалинском районе. В 2006 году окончил юридический факультет Бакинского государственного университета.
Работал в правоохранительных органах и военной сфере. Занимал различные должности в Карабахской военной прокуратуре и Следственном управлении Военной прокуратуры Азербайджана.
Военный прокурор Газахского района (с ноября 2018).
Начальник Следственного управления Военной прокуратуры Азербайджана (с 9 июля 2020).
Военный прокурор Азербайджана (с 13 мая 2025).
Заместитель Генерального прокурора Азербайджана (с 13 мая 2025).
Полковник юстиции (с октября 2020).

## Награды
- Медаль «За Родину» (31 декабря 2020)[2]